# تيري جونز (ممثل)
تيري جونز (بالإنجليزية: Terry Jones)‏ (و. 1942 – 2020) هو ممثل، وممثل هزلي، ومخرج سينمائي، وكاتب سيناريو، وملحن، وكاتب، وممثل تعبيري، من المملكة المتحدة.

## التعليم
تعلم في جامعة أكسفورد، وكلية القديس إدموند ‏.

## من أعماله
- مونتي بايثون والكأس المقدسة (فيلم كوميدي إنجليزي صدر عام 1975).
- حياة براين (فيلم كوميدي صدر في 1979).
- أي شيء على الإطلاق (فيلم حركة تم إنتاجه في المملكة المتحدة وصدر في سنة 2015).

وأعمال أخرى كثيرة...

## وصلات خارجية
- تيري جونز على موقع IMDb (الإنجليزية)
- تيري جونز على موقع الموسوعة البريطانية (الإنجليزية)
- تيري جونز على موقع روتن توميتوز (الإنجليزية)
- تيري جونز على موقع مونزينجر (الألمانية)
- تيري جونز على موقع ألو سيني (الفرنسية)
- تيري جونز على موقع ميوزك برينز (الإنجليزية)
- تيري جونز على موقع تيرنر كلاسيك موفيز (الإنجليزية)
- تيري جونز على موقع أول موفي (الإنجليزية)
- تيري جونز على موقع قاعدة بيانات برودواي على الإنترنت (الإنجليزية)
- تيري جونز على موقع قاعدة بيانات الأفلام السويدية (السويدية)